# Gustave-Marie Bleicher

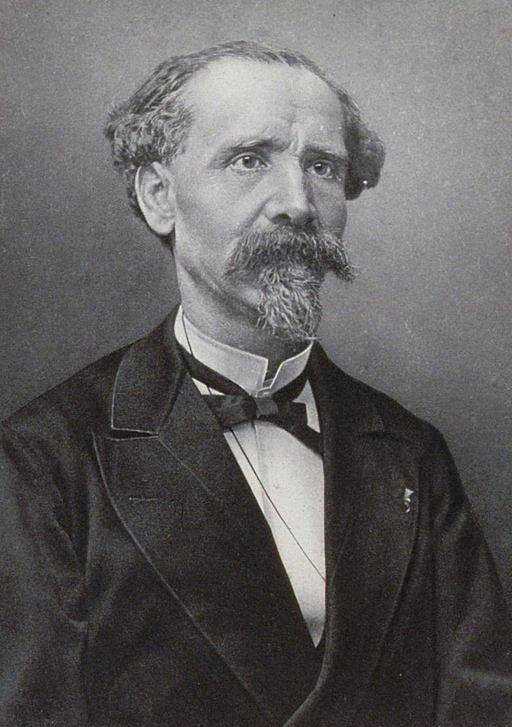
Gustave Bleicher

Gustave-Marie Bleicher, geboren als Marie-Gustave Bleicher, genannt Gustave Bleicher, (* 16. Dezember 1838 in Colmar; † 8. Juni 1901 in Nancy) war ein französischer Militärarzt, Pharmazeut, Biologe und Geologe, der vor allem die Geologie des Elsass und Lothringens erforschte.

## Leben
Bleicher ging nach dem Besuch des katholischen Gymnasiums und des Collège libre in Colmar zwei Jahre in Colmar bei M. Reutinger, der auch botanische Studien betrieb, in die Apothekerlehre. Nach dem Abschluss der Lehre in Besançon 1857 wechselte er zum Militär – zunächst als Freiwilliger im Sanitätskorps – und gewann 1859 über einen Wettbewerb die Zulassung zur Militärärzteschule in Straßburg. Er studierte Medizin an der Medizinischen Fakultät der Universität und Botanik an der höheren Pharmazieschule in Straßburg. 1862 wurde er promoviert (Nouveaux apercu sur la theorie des rapports botanico-chimiques). Anschließend setzte er seine Ausbildung als Militärarzt am Militärhospital Val-de-Grâce in Paris fort. Nach dem Abschluss 1863 nahm er an einer wissenschaftlichen Exkursion nach Rom teil, wo er bedeutende Gelehrte traf und sein Interesse für Geologie und Archäologie vertiefte. Beim Militär war er zunächst beim 5. Bataillon der Jäger in Toulouse, bereiste dort die Pyrenäen und das Zentralmassiv und hörte Geologie-Vorlesungen bei Alexandre Leymérie. Außerdem wurde er mit dem ebenfalls damals dort studierenden Geologen Henri Magnan (1831–1872) bekannt, der ihn in seinen eigenen Untersuchungen in den Pyrenäen, dem Zentralmassiv und später in den Vogesen – dargelegt in seiner Dissertation von 1870 – stark beeinflusste. 1867 erhielt er sein Lizenziat für Naturgeschichte in Toulouse und wurde nach einem Wettbewerb 1869 Repetitor für Botanik und Naturgeschichte an der Militärärzte-Schule in Straßburg. Er erhielt dort auch seinen Abschluss als Pharmazeut 1. Klasse und arbeitete an seiner Dissertation, als der Deutsch-Französische Krieg ausbrach. Er diente als Militärarzt bei der Belagerung von Straßburg und ging nach deren Ende mit den übrigen Mitgliedern der Fakultät nach Montpellier, einer von drei damals bestehenden pharmazeutische Hochschulen in Frankreich (Paris, Straßburg, Montpellier). Dort wurde er im November 1870 in Geologie promoviert (Essai de géologie comparée des Pyrénées, du Plateau Central et des Vosges).
Bleicher reiste zu Forschungszwecken im Midi und den Cevennen und wurde 1872 als Militärarzt in Oran in Algerien stationiert, wo er seine wissenschaftlichen Untersuchungen in Geologie, Archäologie, Biologie, Ethnographie fortsetzte. 1874 nahm er als wissenschaftlicher Begleiter an einer französischen Delegation nach Marokko teil.
Bleicher verließ 1876 das Militär und wurde Professor für Naturgeschichte an der École supérieure de pharmacie in Nancy, deren Direktor er 1900 wurde. 1901 wurde er in seinem Labor von einem Apotheker namens Raymond Four ermordet. Four, bei dem die Apothekerkommission mehrere Kilogramm Chinin beschlagnahmt hatte, wollte, dass sich Bleicher für ihn verwendete. Als Bleicher das ablehnte, verließ Four zunächst sein Büro, kaufte einen Revolver und Munition, kehrte in Bleichers Büro zurück und erschoss ihn. Der Fall erregte große Aufmerksamkeit, vor allem deshalb, weil kein Motiv ersichtlich war. Der Täter war zuvor als angesehener Familienvater bekannt, und man hielt seine Tat für die eines Geisteskranken.
Bleicher war seit 1877 verheiratet, hatte aber keine Kinder.

## Verdienste und Andenken
Als Geologe trat Bleicher für die damals umstrittene These ein, dass bei der Entstehung von Gebirgen wie den Vogesen auch Verwerfungen und nicht nur eruptive Vorgänge eine Rolle spielten – besonders markant im Grabenbruch des Oberrheingrabens. Die Hauptbewegungen ordnete er in den Oberen Jura ein, was damals sehr umstritten war, weil es den seinerzeit vorherrschenden Thesen über die Gebirgsbildung von Elie de Beaumont zuwiderlief, aber letztlich durch Untersuchungen Gustav Steinmanns auf deutscher Seite bestätigt wurde. Ähnliche neue Ideen verfolgten damals in Frankreich Charles Lory (1823–1889) in den Alpen und Magnan in den Pyrenäen.
Eduard Suess zitierte ihn in seinem Buch Antlitz der Erde als Vorläufer vergleichender Studien von Gebirgen.
In seiner Dissertation untersuchte Bleicher das Phänomen der Erosion von Gebirgen wie den Vogesen und Ebenen am Beispiel Lothringens durch Wasserläufe. Mit Mathieu Mieg, mit dem er zwanzig Jahre zusammenarbeitete, wies er Karbon-Formationen in den Vogesen nach. Später wandte er sich der Geologie Lothringens zu, unter anderem der dort abgebauten Eisenerzlagerstätten. Er untersuchte den Übergang von Jura zur Kreide und führte in Frankreich den Begriff Tithonium ein. Er befasste sich mit dem Ursprung des Grès à Voltzia in den Vogesen und mit dem Eozän und Oligozän um Montpellier.
Von ihm stammt die Erstbeschreibung des Schwertschwanzes Limulitella vicensis (Bleicher, 1897) aus der Trias (Keuper) von Lothringen.
Bleicher war Mitglied der Société des sciences naturelles de Strasbourg (1869), der Académie nationale de médecine, der französischen geologischen Gesellschaft (1864) und Präsident der Académie lorraine des sciences. 1897 stand er einem Treffen der französischen geologischen Gesellschaft in den Vogesen vor. 1877 wurde er Mitglied der Académie de Stanislas in Nancy.
1903 wurde für ihn in Nancy ein Denkmal in der Pharmazieschule errichtet, da sein Tod als Opfer für die Wissenschaft galt, und eine Straße ist in Nancy nach ihm benannt.

## Schriften (Auswahl)
- Essai de paléontologie de l’oolithe inférieure des bords sud et sud-ouest du Plateau centra. Cusset et Cie, Paris 1872.
- Sur la géologie du Maroc. In: Bulletin de la Soc. Geol. de France. 1875.
- mit Charles-Frédéric Faudel: Matériaux pour une étude préhistorique de l’Alsace. 1877–1885.
- Etudes de géologie comparée sur le terrain quaternaire d’Italie, d’Algérie, du Maroc, de l’Est de la France et de l’Alsace. 1880
- Nancy avant l’histoire. Nancy 1882
- Guide du géologue en Lorraine, Meurthe et-Moselle, Vosges. Berger-Levrault et Cie, Paris 1887.
- Les Vosges. Le sol et les habitants. J.-B. Baillière et fils, Paris 1890.
- Sur la découverte ďune nouvelle espèce de limule dans les marnes irisées de Lorraine. In: Bulletin de la Soc. Sci. Nancy Band 14 (für 1896), 1897, S. 116–126.